# EMD G22CU
A GM G22CU é uma locomotiva projetada pela EMD para ser a sucessora da EMD GM G12, na versão C-C, com a substituição do motor 567 pelo 645 em 1966.  Possui motor 12-645E aspirado que lhe fornece potência bruta de 1650Hp e 1500Hp (1118Kw) para tração. As 24 unidades que rodam no Brasil foram fabricadas pela Material y Construcciones S.A. (Macosa) da Espanha sob licença da Electro-Motive Diesel, atual Electro-Motive Diesel, durante os primeiros anos da década de 1970.

## História
O Brasil vivia o "milagre brasileiro", período de grandes investimentos em infra-estrutura. A RFFSA pode então fazer uma grande encomenda de locomotivas para bitola métrica, começando pelas G22U e G22CU, para os estados de Paraná, Santa Catarina e Rio Grande do Sul e depois de G26CU para o Rio Grande do Sul.
Vieram 24 para a antiga RFFSA-13ª Divisão Rio Grande do Sul em 1971. A numeração original era 6201 a 6224. Com a chegada das 36 G26CU para esta divisão em 1974, estas locomotivas foram transferidas para a RFFSA-11ª Divisão Paraná-Santa Catarina. Voltaram a circular no Rio Grande do Sul a partir de 1997, após a privatização da RFFSA.
Quando a RFFSA implantou o SIGO em 1984 passaram a ser numeradas na série 4451 - 4474. A FSA, antecessora da atual ALL que opera as malhas das SR-5 e 6 recebeu 21 locomotivas G22CU. As locomotivas de número 4451, 4452 e 4468 já haviam sido baixadas. A origem do apelido "gauxas" vem do fato da transferência do RGS para o Paraná em 1984/1985, sendo assim denominadas pelos ferroviários paranaenses.
| Número de Fabricação | Número original | Ano de entrada em Trafego | Número SIGO | Operadora Atual | Observações                                                       |
| -------------------- | --------------- | ------------------------- | ----------- | --------------- | ----------------------------------------------------------------- |
| 1267                 | 6201            | 1971                      | 4451        | ---             | Baixada durante RFFSA                                             |
| 1268                 | 6202            | 1971                      | 4452        | ---             | Baixada durante RFFSA                                             |
| 1269                 | 6203            | 1971                      | 4453        | ALL             |                                                                   |
| 1270                 | 6204            | 1971                      | 4454        | ALL             |                                                                   |
| 1271                 | 6205            | 1971                      | 4455        | ALL             |                                                                   |
| 1272                 | 6206            | 1971                      | 4456        | ALL             |                                                                   |
| 1273                 | 6207            | 1971                      | 4457        | ALL             |                                                                   |
| 1274                 | 6208            | 1971                      | 4458        | ALL             |                                                                   |
| 1275                 | 6209            | 1971                      | 4459        | ALL             |                                                                   |
| 1276                 | 6210            | 1971                      | 4460        | ALL             | Primeira locomotiva a receber o segundo padrão de pintura da ALL. |
| 1277                 | 6211            | 1971                      | 4461        | ALL             |                                                                   |
| 1278                 | 6212            | 1971                      | 4462        | ALL             |                                                                   |
| 1279                 | 6213            | 1971                      | 4463        | ALL             |                                                                   |
| 1280                 | 6214            | 1971                      | 4464        | ALL             |                                                                   |
| 1281                 | 6215            | 1971                      | 4465        | ALL             |                                                                   |
| 1282                 | 6216            | 1971                      | 4466        | ALL             |                                                                   |
| 1283                 | 6217            | 1971                      | 4467        | ALL             |                                                                   |
| 1284                 | 6218            | 1971                      | 4468        |                 | Baixada durante RFFSA                                             |
| 1285                 | 6219            | 1971                      | 4469        | ALL             |                                                                   |
| 1286                 | 6220            | 1971                      | 4470        | ALL             |                                                                   |
| 1287                 | 6221            | 1971                      | 4471        | ALL             |                                                                   |
| 1288                 | 6222            | 1971                      | 4472        | ALL             |                                                                   |
| 1289                 | 6223            | 1971                      | 4473        | ALL             |                                                                   |
| 1290                 | 6224            | 1971                      | 4474        | ALL             |                                                                   |